# Mercados públicos de la Ciudad de México
Los mercados públicos de la Ciudad de México son 329 establecimientos comerciales de la capital mexicana dedicados a la venta de comestibles como frutas, carnes y verduras así como artículos diversos de consumo. En su mayoría son tradicionales, los cuales venden toda clase de mercancías, como el tradicional De La Merced o el Abelardo L. Rodríguez; los llamados de giro predeterminado que venden un solo tipo de producto, como uno de los de La Lagunilla que vende zapatos o el Ampudia de dulces; y los especializados, que comercializan bienes de un solo giro, como el de Sonora, dedicado entre otros productos a la herbología y artículos relacionados con la magia y el ocultismo o el de Jamaica, dedicado a la venta de flores. Los mercados capitalinos suelen respetar una misma disposición agrupando por lo general locales de comestibles frescos (frutas, verduras, alimentos preparados) al centro de las naves, locales de carnes (carnicerías), quesos y lácteos (cremerías) y de abarrotes en la circunferencia, y bienes de consumo como zapatos o ropa fuera de la nave principal, en los accesos al mismo. Si bien, el tamaño y variedad de los mercados de la Ciudad de México puede incluir comercios de todo tipo y disposiciones varias. En ellos se abastecen a diario el 46 por ciento de las personas que habitan la Ciudad de México.
Los mercados públicos de la Ciudad de México están reconocidos desde el 16 de agosto de 2016 como Patrimonio Cultural Intangible de la Ciudad de México. debido al valor arquitectónico, artístico y patrimonial de muchos de ellos así como el "conjunto de festividades, manifestaciones artísticas, gastronómicas, ferias populares, actividades de esparcimiento, exposiciones de arte, artesanía nacional, formas de comercialización, abasto, organización comunitaria y demás manifestaciones colectivas que se realizan dentro de los mercados públicos ubicados en la Ciudad de México". Algunos de los mercados de la ciudad fueron diseñados por arquitectos reconocidos como Félix Candela, Pedro Ramírez Vázquez o cuentan con obras de artistas como Pablo O'Higgins, Ángel Bracho o Marion Greenwood.
Estos establecimientos están reconocidos ante la ley, artículo 3 del Reglamento de Mercados para el Distrito Federal, como " aquel lugar o local, donde ocurra una diversidad de comerciantes y consumidores en libre competencia, cuya oferta y demanda se refieran principalmente a artículos de primera necesidad.

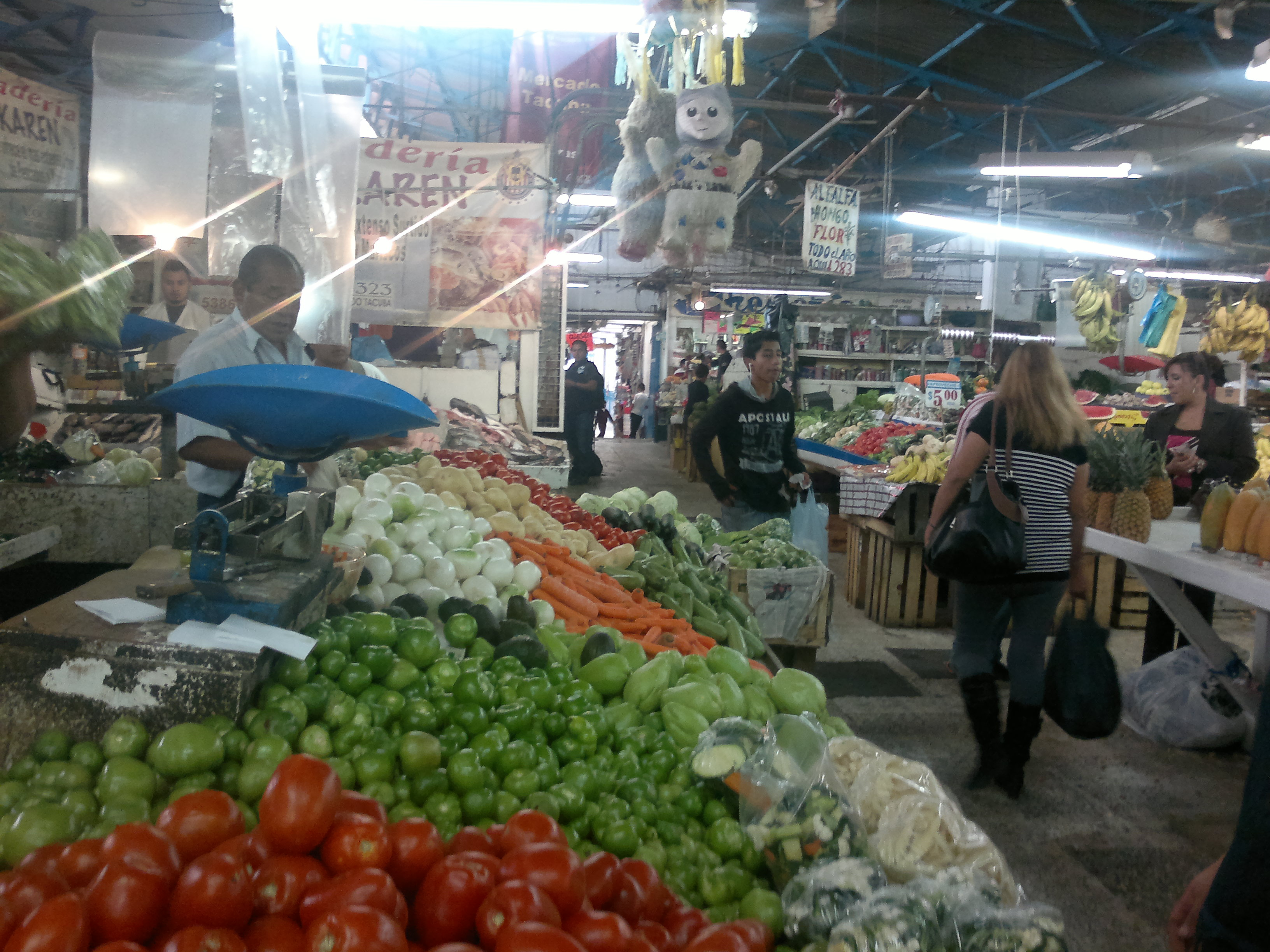
Mercado de frutas y verduras

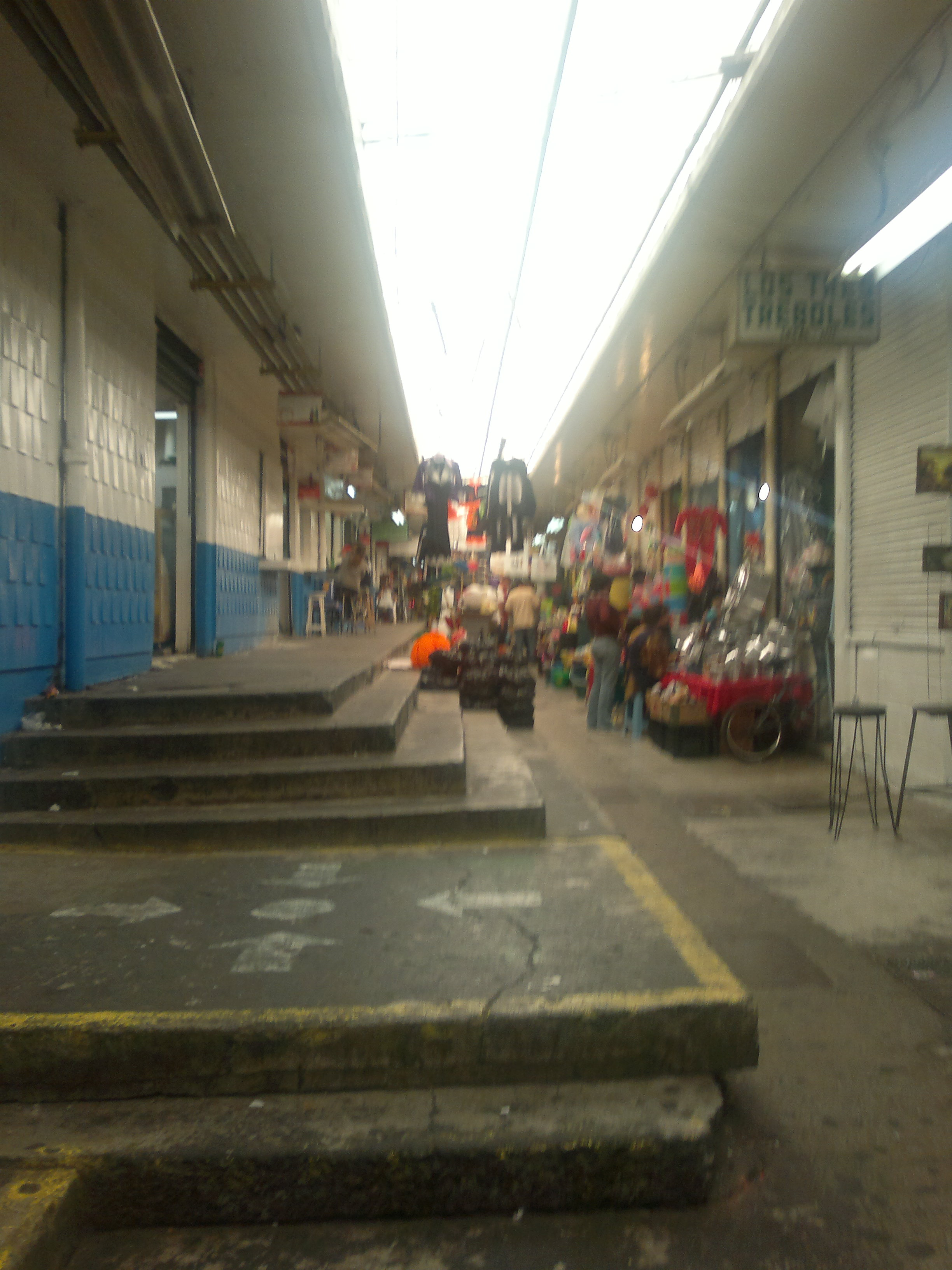

## Historia
Dentro de los mercados existen tres tipos
- El tradicional: en este se puede encontrar cualquier tipo de mercancía, que sea de consumo y uso básico.
- El de giro predeterminado: en estos predomina un tipo de producto.
- Los especializados: solo comercializa bienes de un solo giro.

En la época prehispánica los cuatro barrios principales de la Tenochtitlan contaban con su propio mercado, como pasa actualmente, sin embargo el mercado principal era el de Tlatelolco, en él se podían encontrar la mayor cantidad y variedad de productos, acomodados precisamente por el tipo de mercancía. En este mercado se podían encontrar desde plumas de aves, animales, chiles,  hasta, joyas y oro
En los mercados prehispánicos se comercializaba en base en el uso de trueque
El primer mercado que se estableció después de la conquista, y que fusionó la cultura prehispánica con la cultura española, fue el tianguis de Juan Velázquez, ubicado en el centro de la ciudad, ya que ahí se contaba con la conexión a principales vías de comunicación que facilitaban el transporte de mercancías, en él se encontraban las mercancías provenientes de los indígenas ya que ellos los cultivaban o fabricaban
Al terminar la época virreinal los mercados se agrupaban en tres categorías
Mercados populares en las tradiciones mexicanas 
Los mercados populares tienen una importante presencia en las tradiciones mexicanas ya que en ellos se comercializa todo tipo de mercancías alusivas a las distintas fiestas que se celebran en nuestro país durante el año, como 2 de febrero (ía de la Candelaria), 21 de marzo (Primavera), 30 de abril (día del niño), 10 de mayo (día de la madre), 15 de septiembre (Independencia de México), 01 y 2 de noviembre (día de muertos) y las fiestas Decembrinas. Dicha mercancía va desde fruta de temporada, platillos típicos, disfraces, adornos de todo tipo y dulces o postres típicos; Por todo eso Los Mercados son una importante fuente de las tradiciones Mexicanas.
Los mismos mercados y tianguis, en su estructura y operación son especiales y responden a una realidad y tradición cultural que solo existe en nuestro país.
Archivo.... Siguenos el Rastro año 2 número 7 de octubre de 2014 (publicación mensual Mercado del Rastro)
- El ubicado en la plaza mayor: en este lugar se encontraban mercados como el Parián,  y el volador.

El parián, en él se vendían productos de importación, destinados solo para el consumo de la clase alta de españoles y criollos.
Brantz Mayer, en el texto México lo que fue y lo que es (1844), lo describía como un edificio feo pero útil en entradas cuantiosas de dinero, en donde se pueden adquirir todo tipo de artículos a precios razonables.
El volador ubicado en la plaza mayor, mandado a construir bajo el gobierno de santa ana, destinado al servicio público
- Los ubicados en las plazuelas, caracterizados por sus puestos de madera y por el uso de cajones; ejemplo de estos mercados son el de la Cruz del Factor y el de las Vizcaínas.
- Ubicados en plazas y plazuelas a la intemperie, lo que hoy podríamos conocer como tianguis; como el de Santa Ana o el de Mizcalco.

En el siglo XIX, durante el Gobierno Porfirista y como parte de la modernización que impulsaba este, se empezaron a construir los mercados urbanos, como consecuencia del crecimiento de los llamados días de plaza.
En el periodo de 1958 a 1964, se da el apogeo de las construcciones de mercados llegando a la inauguración de 88 mercados públicos, esto durante la gubernatura del presidente Adolfo López Mateos.
Hasta principios del 2014 El Gobierno del Distrito Federal ha contabilizado 339 mercados públicos, entre tradicionales, especializados, tradicional-turístico, turístico-especializado y regionales.

## Mercados
- Mercado de Tacuba.

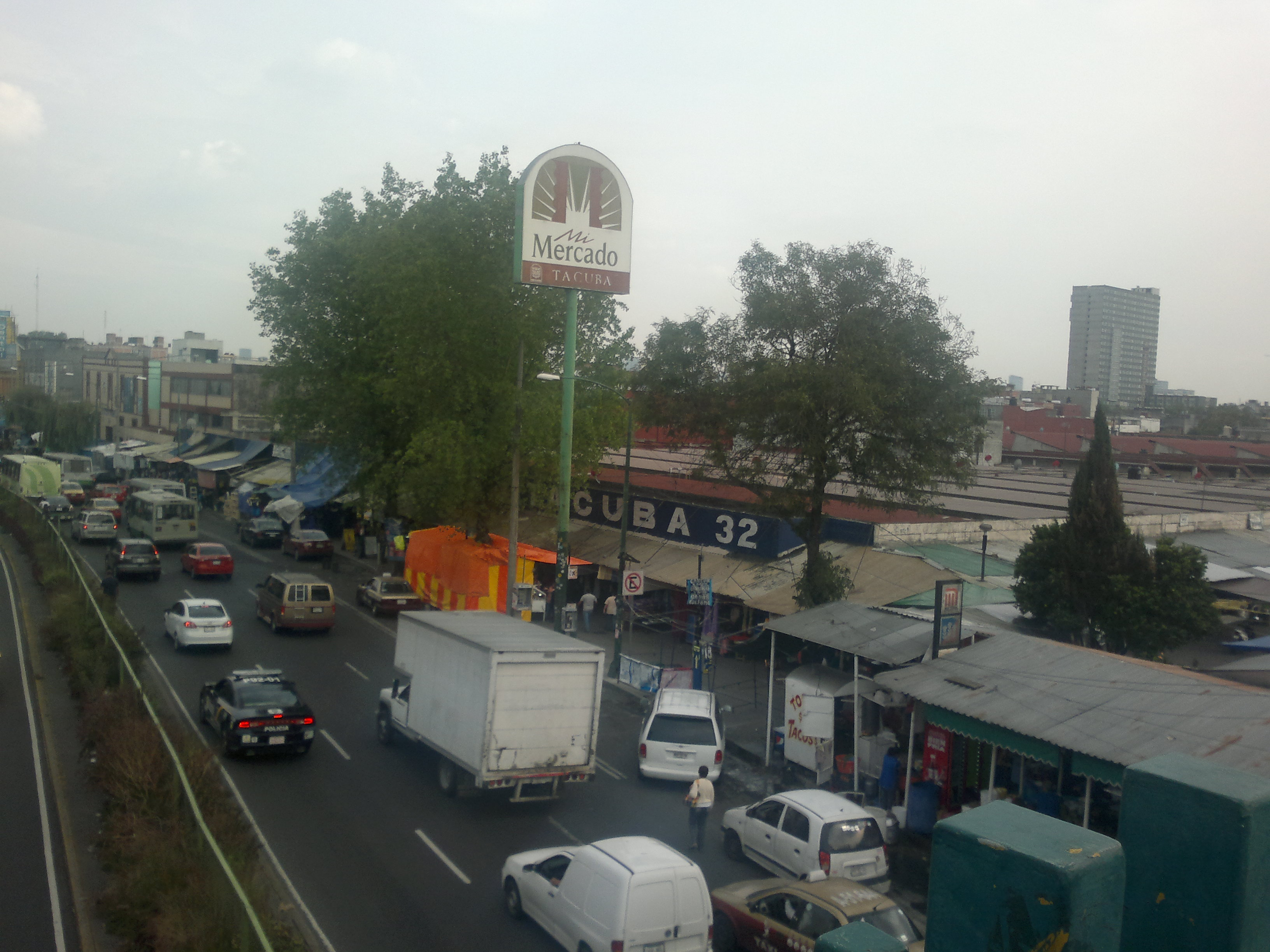
Mercado Tacuba Ubicado en Calzada México-Tacuba.

- Mercado de Sonora: especializado en la venta de animales, hierbas medicinales y figuras religiosas.
- Mercado de la Merced: especializado en la venta al menudeo.
- Mercado de San Juan: especializado en mariscos, carnes, frutas y verduras.
- Mercado de Xochimilco: enfocado a la venta de plantas.
- Mercado de Jamaica: el cual es referencia en la compra de flores.
- Mercado Nuevo San Lázaro (Mercado Mixhuca): Especializado en la venta de peces de ornato, mascotas y accesorios para su cuidado.

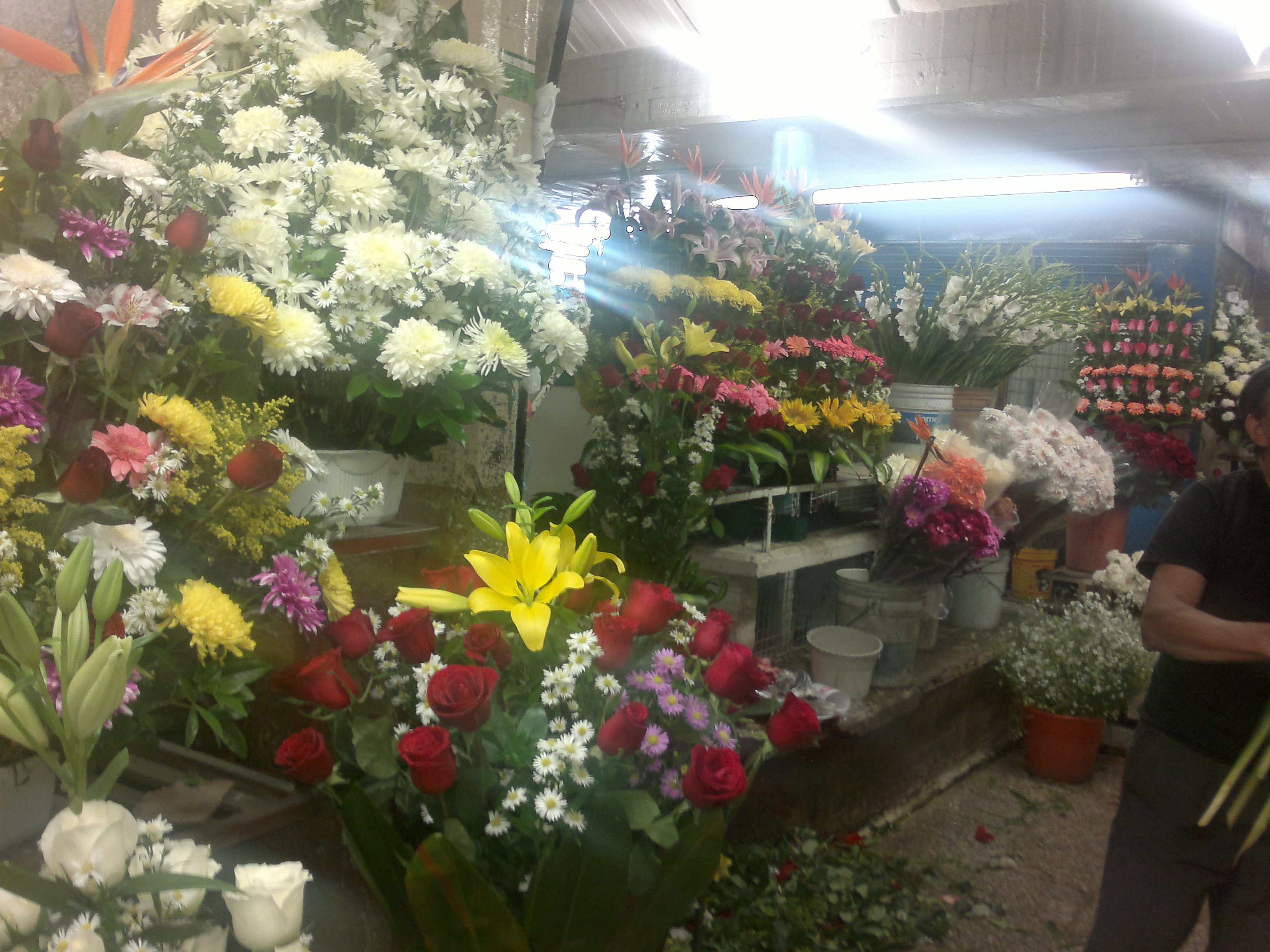
Establecimientos de distintos giros, entre ellos las flores.

- Mercado de la Nueva Viga: especializado en la venta de mariscos.
- Mercado de la Lagunilla: En donde se puede encontrar gran variedad de muebles y ropa.
- Mercado de Tepito: En donde se puede encontrar antigüedades, mercancía nacional y fayuca.
- Mercado de la Candelaria: especializado en la venta de dulces.
- Mercado de Azcapotzalco.

## Declaratoria como Patrimonio Cultural Intangible
Los mercados fueron declarados el 16 de agosto de 2016 como Patrimonio Cultural Intangible de la Ciudad de México por el entonces jefe de gobierno de la ciudad, Miguel Ángel Mancera. La declaratoria explica que fue dada específicamente por las prácticas culturales cotidianas ocurridas en ellos como "las formas de expresión popular" como los refranes para vender mercancías o los "precieros escritos" que se colocan encima de las mercancías; "las relaciones de parentesco, paisanaje y compadrazgo" que regulan el funcionamiento endogámico e interno de los locatarios que venden en estos espacios; la "provisión cultural de utensilios, procesamientos, ingredientes y materias primas alimentarias originarias" que incluye los saberes detrás de la gastronomía mexicana; la "oferta de bienes simbólicos de identidad" como la venta de artículos específicos para ciertas fiestas tradicionales como el Día de Muertos o Las Posadas y las "prácticas culturales y saberes sociales" que ocurren en el funcionamiento cotidiano del mercado.